# Pogonostoma (Neopogonum)
Pogonostoma (Neopogonum) – podrodzaj chrząszczy z rodziny biegaczowatych, podrodziny trzyszczowatych i rodzaju Pogonostoma.

## Taksonomia
Podrodzaj wyróżniony w 2007 roku przez Jiriego Moraveca, który ustanowił jego gatunkiem typowym gatunek Pogonostoma comptum, opisanego przez E. Rivaliera.

## Występowanie
Wszystkie należące tu gatunki są endemitami Madagaskaru.

## Systematyka
Opisano dotychczas 6 gatunków z tego podrodzaju:
- Pogonostoma (Neopogonum) comptum Rivalier, 1970
- Pogonostoma (Neopogonum) hirofumii J.Moravec, 2003
- Pogonostoma (Neopogonum) kraatzi W.Horn, 1894
- Pogonostoma (Neopogonum) perrieri Fairmaire, 1900
- Pogonostoma (Neopogonum) surdum Rivalier, 1970
- Pogonostoma (Neopogonum) wiesneri J.Moravec, 2003